# Houtopia
Houtopia est un parc à thème belge consacré à la découverte des cinq sens et situé à Houffalize en province de Luxembourg.

## Histoire
Houffalize, petite ville des Ardennes belges a été presque complètement détruite et un quart de sa population tué en 1944 et 1945 pendant la Bataille des Ardennes lors de la Seconde Guerre mondiale. Symbole d'un espoir incarné par les générations futures, ce parc récréatif et pédagogique avec l'enfance pour thème a été construit au centre de la ville et à l'intérieur d'un méandre de l’Ourthe orientale en 1996.

## Description
La partie intérieure du parc a été complètement rénovée en 2018 pour se concentrer sur les cinq sens. Grâce à plus de 70 activités, les visiteurs sont amenés à se concentrer sur tous leurs ressentis.
Le parc extérieur compte une plaine de jeux géante ainsi que, depuis 2014, un parcours aventure franchissant l'Ourthe par un pont de singe ainsi que par un toboggan de plus de 30 mètres de long.

## Visite
Le parc est ouvert toute l'année. Il est accessible depuis la sortie no 51 de l'autoroute A26 (E 25), Liège - Luxembourg. 
Houtopia reçoit en moyenne la visite de 30 000 personnes par an. Principalement des visites en famille ou des groupes scolaires.